# Württembergische Gemeinde-Versicherung
Die Württembergische Gemeinde-Versicherung a. G. (Markenname: WGV) ist ein Versicherungsverein auf Gegenseitigkeit mit Sitz in Stuttgart, Deutschland. Die WGV ist Mutterunternehmen der WGV Gruppe, zu der u. a. die Versicherungsunternehmen WGV-Versicherung AG und die WGV-Lebensversicherung AG gehören. Die Versicherungsunternehmen der Gruppe sind bekannt unter dem Sammelbegriff WGV Versicherung. Als Kommunalversicherer versichert sie Städte, Gemeinden, Landkreise, kommunale Unternehmen und Zweckverbände, kirchlich-soziale Einrichtungen und die Mitarbeiterinnen und Mitarbeiter des öffentlichen Dienstes in ihrem Geschäftsgebiet des ehemaligen Landes Württemberg-Hohenzollern.

## Geschichte
Die deutschen Reparationen nach dem Ersten Weltkrieg veranlassten zahlreiche Versicherungen, die bestehenden Haftpflichtverträge der Städte und Gemeinden zu kündigen, um Neuabschlüsse zu höheren Beiträgen zu ermöglichen. Daher reichte der Gemeinderat der Stadt Nürtingen Anfang 1921 einen Antrag beim Württembergischen Städtetag ein, in dem ein Zusammenschluss der Städte und Gemeinden zur Gründung einer eigenen Haftpflichtversicherung gefordert wurde. Unter der Leitung seines Geschäftsführers Gottlieb Frank gründete der Württembergische Städtetag daraufhin am 13. April 1921 im kleinen Sitzungssaal des Stuttgarter Rathauses den Württembergischen Gemeinde-Versicherungsverein auf Gegenseitigkeit.
Zu den Gründungsmitgliedern zählten die Oberbürgermeister und Schultheißen der Städte Aalen, Geislingen an der Steige, Göppingen, Heidenheim an der Brenz, Heilbronn, Ludwigsburg, Mühlacker, Reutlingen, Saulgau und Ulm, zum Vereinsvorstand wurde der Geschäftsführer des Städtetages ernannt. Am 2. Mai 1921 wurde der Geschäftsbetrieb aufgenommen und Haftpflichtversicherungsverträge kommunalen sowie kirchlichen Verbänden und Einrichtungen angeboten. Ab Oktober 1921 wurde zusätzlich eine Versicherung gegen Einbruchdiebstahl, Feuer, Veruntreuung sowie eine Eigenschadenversicherung in das Angebot aufgenommen, so dass bis 1922 mehr als 1700 Versicherungsverträge abgeschlossen werden konnten. Auf Privatkunden wurde das Versicherungsangebot 1925 ausgedehnt.
1927 verlegte der Verein seinen Sitz aus dem Rathaus in die Etzelstraße 27, 1954 zog er in die Panoramastraße 31 um und 1976 erfolgte die Eröffnung des Geschäftssitzes am Österreichischen Platz in Stuttgart. Dieser Sitz wurde mehrfach umgebaut und erweitert, um Platz für Mitarbeiter zu schaffen. Hierfür investierte die WGV unter anderem im Jahr 2004 um die 40 Millionen Euro und ließ das Projekt als Architektenwettbewerb ausschreiben. Gewinner war das Berliner Architekturbüro Hascher Jehle.
Seit dem Jahr 1949 konnten alle im öffentlichen Dienst Tätigen eine Versicherung bei der WGV abschließen. 1967 erreichte die WGV über 100.000 Versicherungsverträge.
Neben der Direktion in Stuttgart gab es ab 1988 eine Filiale in Ravensburg. Diese zog 1998 in das heutige Servicezentrum Ravensburg um. Später wurden weitere Servicezentren in Ulm (2003), Augsburg (2004), Dresden (2006), Leipzig (2006), Frankfurt am Main (2007), Nürnberg (2007), München (2007), Düsseldorf (2008), Essen (2008) und Köln (2008) eröffnet. 2008/2009 wurde das Servicezentrum in Stuttgart neu eröffnet.

## Unternehmensstruktur
Die Württembergische Gemeinde-Versicherung a. G. ist Obergesellschaft der Unternehmen der WGV Gruppe. Mitglieder des Konzerns sind:
- WGV Holding AG
- WGV-Versicherung AG
- WGV-Lebensversicherung AG
- WGV-Rechtsschutz-Schadenservice GmbH[4]
- WGV-Informatik und Media GmbH
- WGV-Beteiligungsgesellschaft mbH[1]

Primär ist die WGV bundesweit als Direktversicherer ohne hauptberuflichen Außendienst aktiv. Der Vertrieb erfolgt daher überwiegend über mehrere Servicezentren im Bundesgebiet sowie über das Internet, Telefon oder den Postweg. In Württemberg wird der Direktvertrieb darüber hinaus durch hauptberufliche und nebenberufliche Vermittler unterstützt.

## Dienstleistung
Als Kommunalversicherer bietet die WGV für die von ihr versicherten juristischen Personen und Mitarbeiterinnen und Mitarbeiter des öffentlichen Dienstes Versicherungsschutz in Bereichen wie Haftpflicht, Sachversicherungen, Unfallversicherung oder Vermögensschadenversicherungen. Für Privatpersonen im gesamten Bundesgebiet werden über die WGV-Versicherung AG unter anderem Kfz-, Haftpflicht-, Wohngebäude-, Hausrat-, Rechtsschutz-, Unfall- oder Krankenzusatzversicherungen angeboten. Über die WGV-Lebensversicherung AG können Lebens-, Berufsunfähigkeits- und Rentenversicherungen abgeschlossen werden.

## Soziales Engagement und Marketing
Die WGV-Stiftung wurde 2007 gegründet. Sie fördert Projekte und Initiativen in Württemberg. Hierzu gehört unter anderem die Kooperation mit dem Württembergischen Behinderten- und Rehabilitationssportverband. Im Januar 2020 wurde die WGV Trikotpartner und Hauptsponsor des Deutschen Leichtathletik-Verbands (DLV). Die Vereinbarung belief sich zunächst auf drei Jahre, wurde aber bereits 2021 verlängert bis zum Jahr 2025.